# Sunways Intersun
Sunways Intersun (offiziell Sunways Intersun Havacilik, firmierend als Sunways) war eine türkische Charterfluggesellschaft, die ihren Betrieb im Jahr 1997 eingestellt hat.

## Geschichte
Sunways Intersun wurde am 1. November 1994 in Istanbul als Tochterunternehmen des türkischen Touristikkonzerns Tursem Group gegründet. Die Gesellschaft bot Charterflüge für Pauschalreisende in die Türkei an, die über verschiedene konzerneigene Reiseveranstalter in Dänemark, Deutschland, Finnland, Großbritannien, Norwegen und Schweden vermarktet wurden. Die Aufnahme des Flugbetriebs erfolgte am 8. April 1995 mit drei geleasten McDonnell Douglas DC-9-83/MD-83. Ein weiteres Flugzeug dieses Typs ergänzte im März 1996 die Flotte. Zudem mietete das Unternehmen im Jahr 1997 kurzzeitig Maschinen des Typs Boeing 757 von der schwedischen Schwestergesellschaft Sunways Airlines.
Der türkische Mutterkonzern Tursem Group sowie dessen europäische Tochterunternehmen meldeten im September 1997 Insolvenz an. Die Fluggesellschaft Sunways Intersun stellte ihren Betrieb im Oktober 1997 ein.

## Flotte
- Boeing 757-200 (1997 kurzfristig von Sunways Airlines geleast)
- McDonnell Douglas DC-9-83/MD-83